# Waterville Valley
Waterville Valley è un comune degli Stati Uniti d'America facente parte della contea di Grafton nello stato del New Hampshire.
Il suo territorio ospita una popolare stazione invernale, sede di numerose competizioni sportive, tra cui molte gare della Coppa del Mondo di sci alpino.